# The Book of Heavy Metal
The Book of Heavy Metal – trzeci albume studyjny w dorobku szwedzkiej grupy heavy/powermetalowej Dream Evil i ostatnim nagranym w oryginalnym składzie grupy.

## Lista utworów
1. The Book of Heavy Metal (March of the Metallians) (Snowy Shaw) – 5:25
2. Into the Moonlight (Niklas Isfeldt, Snowy Shaw) – 4:19
3. The Sledge (Fredrik Nordström, Snowy Shaw) – 2:59
4. No Way (Gus G., Fredrik Nordström, Snowy Shaw) – 3:19
5. Crusaders' Anthem (Niklas Isfeldt, Fredrik Nordström, Snowy Shaw, Peter Stalfors) – 4:21
6. Let's Make Rock (Gus G., Niklas Isfeldt, Fredrik Nordström, Snowy Shaw, Peter Stalfors) – 4:03
7. Tired (Fredrik Nordström, Snowy Shaw) – 3:49
8. Chosen Twice (Fredrik Nordström, Snowy Shaw) – 4:22
9. Man or Mouse (Snowy Shaw) – 3:33
10. The Mirror (Niklas Isfeldt, Peter Stalfors) – 3:46
11. Only for the Night (Snowy Shaw) – 4:10
12. Unbreakable Chain (Gus G., Snowy Shaw) – 5:21

## Twórcy
- Niklas Isfeldt – śpiew
- Fredrik Nordström – gitara, instrumenty klawiszowe
- Gus G. – gitara
- Peter Stålfors – gitara basowa
- Snowy Shaw – perkusja

### Goście
- Mats Olausson – organy, instrumeny klawiszowe (Into the Moonlight, Crusaders' Anthem, Chosen Twice, The Mirror)
- Andy Alkman – śpiew (No Way)
- Per Edvardsson – śpiew (Crusaders' Anthem, Only for the Night)
- Patrik J. – chór (The Book of Heavy Metal, The Sledge, No Way, Crussaders' Anthem, Tired, The Mirror)
- Råberra Axelsson – solo (The Book of Heavy Metal)
- "Metal" Mike Chlasciak – solo (No Way)